# Брехт (Ајфел)
Брехт (њем. Brecht) општина је у њемачкој савезној држави Рајна-Палатинат. Једно је од 235 општинских средишта округа Ајфелкрајс Битбург-Прим. Према процјени из 2010. у општини је живјело 261 становника. Посједује регионалну шифру (AGS) 7232020.

## Географски и демографски подаци
Брехт се налази у савезној држави Рајна-Палатинат у округу Ајфелкрајс Битбург-Прим. Општина се налази на надморској висини од 230 метара. Површина општине износи 4,5 km². У самом мјесту је, према процјени из 2010. године, живјело 261 становника. Просјечна густина становништва износи 58 становника/km².